# Вере (община в Нидерландах)
Вере (или Фере нидерл. Veere) — община в провинции Зеландия (Нидерланды). Административный центр — город Вере. По данным на 1 января 2019 года население общины составляло 21 835 человек.

## История
Община Вере существует с 1811 года, первоначально состоявшая из города Вере и местечка Занддейк. Общины Сероскерке и Фроувенполдер были добавлены в ходе муниципальной реорганизации 1 июля 1966 года. Такая ситуация сохранялась до конца 1996 года. 1 января 1997 года нынешняя община Вере была образована путем слияния с общинами Домбург, Мариекерке, Валкениссе и Весткапелле.

## Состав
В состав общины Вере входят следующие районы (в скобках — численность населения на 1 января 2019 года):
- Агтекерке (1 520)
- Биггекерке (865)
- Домбюрг (1 665)
- Гапинге (470)
- Грейпскерке (1 420)
- Каудекерке (3 330)
- Мелискерке (1 470)
- Осткапеле (2 325)
- Сероскерке (1 820)
- Вере (1 635)
- Фроувенполдер (1 070)
- Весткапеле (2 595)
- Заутеланде (1 635)